# ذا ديزني أفترنون كوليكشن
ذا ديزني أفترنون كوليكشن (بالإنجليزية: The Disney Afternoon Collection)‏، هي لعبة فيديو إلكترونية ستصدر يوم 18 أبريل 2017م، والتي ستعمل على أنظمة بلاي ستيشن 4 وإكس بوكس ون ومايكروسوفت ويندوز، وكانت السلاسل الألعاب الأربع التي أحتكرها شركة كابكوم اليابانية المرخصة من شركة والت ديزني تعمل فقط لنظام نينتندو إنترتينمنت سيستم.